# Catedral de Nossa Senhora da Conceição (Sumbe)
A Catedral Nossa Senhora da Conceição é um templo religioso católico localizado num planalto fronteiro ao mar na cidade do Sumbe (ex-Novo Redondo), capital da província de Cuanza Sul, em Angola. O projeto foi criado pelo arquiteto português Francisco Castro Rodrigues, em 1966, e os cálculos de estabilidade foram realizados pelo engenheiro Resende de Oliveira.

## Características
Com inspiração nos arquitetos contemporâneos à construção Frank Lloyd Wright e Le Corbusier, Francisco Castro Rodrigues projetou uma edificação que é composta por três elementos autónomos, erguidos em betão (concreto) e tijolos aparentes, unidos por uma base contínua de tijolo maciço: 
1. Torre prismática,
2. Batistério cilíndrico e
3. Nave de secção triangular.

A nave deste templo relembra a topografia cónica do morro que existia neste local, mas fora terraplanado há tempos atrás para que os ventos marítimos pudessem chegar à cidade e a arrefecessem, já que o clima do local é muito quente.
O interior foi projetado com elementos funcionais de grande qualidade plástica para equilibrar a imagem em relação aos elementos estruturais, mais robustos e crus. Síntese que é característica da arquitetura do Movimento Modernista. Os elementos internos plásticos são: vitral e painel de azulejos em relevo criados pela escultora portuguesa Clotilde Fava.  que envolvem a pia batismal.
Tapeçaria, colocada junto ao ambão, manufaturada na Fábrica de Portalegre a partir de um cartão do pintor Luis Dourdil
Estátua de Nossa Senhora da Conceição do sec XVIII oferecida à diocese.
Esta edificação tem caraterísticas que o tornam raro entre as Igrejas Católicas de todo o antigo Império Português:
- A porta principal não é voltada para a orla marítima,
- Assim Altar e Sacrário se encontram na posição geralmente adotada para a entrada da edificação,
- A parede atrás do altar é inteira em vitral azulado translúcido,
- Por conta desta parede translúcida e como a Igreja está sobre um planalto, Sacerdote e Sacrário parecem "flutuar sobre o mar".